# Ken Shapiro
Kenneth Roy Shapiro (5 de juny de 1942 - 18 de novembre de 2017) va ser un escriptor, productor, director i actor infantil nord-americà. Sobretot, va interpretar el paper de "Kid" a The Buick-Berle Show. Va ser un habitual al programa infantil "Star Time" de George Scheck (1951–52) treballant sota el nom de " Kenny Sharpe, juntament amb una altra estrella emergent Connie Francis".
Shapiro també va dirigir diversos títols, incloent The Groove Tube (1974) i Modern Problems (1981). Va morir el novembre de 2017 als 75 anys d'un càncer.